# کتاب بالش (فیلم)
کتاب بالش (به انگلیسی: The Pillow Book) فیلمی محصول سال ۱۹۹۶ و به کارگردانی پیتر گرینوی است. در این فیلم بازیگرانی همچون ویویان وو، ایوان مک‌گرگور، کن اوگاتا، یوشی اویدا، هیدیلکو اوشیدا، جودی آونگ و کن میتسوئیشی ایفای نقش کرده‌اند.